# Trần Nguyệt Hồ
Trần Nguyệt Hồ (chữ Hán: 陳月湖) là người đứng thứ 4 trong các cuộc khởi nghĩa nông dân đã khởi nghĩa chống quân Minh.

## Tiểu sử
Khi biết Hồ Quý Ly bị bắt, ông nổi dậy khởi nghĩa cùng Phạm Chấn ở Đông Triều. Ông huy động nhân dân ở các nơi khác, cũng nổi dậy khởi nghĩa chống Minh vào ngày 30 tháng 9 năm 1407. Tiêu biểu là Trần Ngỗi.

Nguyễn Trãi đã viết một câu thơ. Câu thơ đó là:
| “ | "Độc ác thay, trúc Nam Sơn không ghi hết tội Dơ bẩn thay, nước Đông Hải không rửa hết mùi" | ” |

(Bình Ngô đại cáo)
Trần Nguyệt Hồ có người giúp sức là Trần Ngỗi đánh 4 vạn quân Minh, nhưng rồi Trần Ngỗi giết Nguyễn Cảnh Chân và Đặng Tất. Trần Nguyệt Hồ hy sinh ở Đông Triều.